# Alpes bávaros
Los Alpes bávaros (en alemán Bayerische Alpen) son una sección del gran sector Alpes del noreste, según la clasificación SOIUSA. Su pico más alto es el Großer Krottenkopf, con 2.657 m s. n. m.

## Clasificación
Según la partición de los Alpes del 1926 los Alpes Bávaros tenían una delimitación geográfica mayor y comprendían también lo que hoy son los Alpes calizos del Tirol septentrional.
La SOIUSA ha redefinido todos los Alpes del noreste y ha rediseñado la delimitación de los Alpes bávaros.
Según la literatura austríaca los Alpes (o Prealpes) Bávaros identifican una porción más restringida del sistema alpino. Según esta última definición corresponden a las subsecciones de la SOIUSA: Alpes del Wallgau y Alpes del Mangfall.
Según la división tradicional, los picos más altos en los Alpes Bávaros serían el Parseierspitze (3036 m) en los Alpes de Lechtal y el Hoher Dachstein (2996 m). Pero en la actual clasificación quedan fuera de esta subsección, y la cima más alta sería el Großer Krottenkopf, de 2657 m s. n. m.